# Fosse no 6 - 6 bis des mines de Liévin
La fosse no 6 - 6 bis dite du Transvaal de la Compagnie des mines de Liévin est un ancien charbonnage du Bassin minier du Nord-Pas-de-Calais, situé à Angres. Les deux puits sont commencés en 1904 au sud-ouest de la concession. La fosse entre en activité en 1907, elle est détruite durant la Première Guerre mondiale. De vastes cités sont construites au nord et à l'ouest de la fosse. Le terril no 75, Pinchonvalles, est édifié à l'est de la fosse.
La Compagnie des mines de Liévin est nationalisée en 1946, et intègre le Groupe de Liévin. En 1952, ce dernier fusionne avec le Groupe de Lens pour former le Groupe de Lens-Liévin. La fosse est alors transformée afin de devenir, comme la fosse no 7 - 7 bis, un siège de concentration. Les cités sont étendues par la construction de Camus hauts. Entre 1955 et 1956, la fosse no 6 - 6 bis concentre l'exploitation des fosses nos 1 - 1 bis - 1 ter, 5 - 5 bis et 3 - 3 bis - 3 ter. La fosse no 6 - 6 bis cesse d'extraire en 1971, malgré un gisement encore important. Le chevalement et la machine d'extraction du puits no 6 bis sont démontés en 1976 et réinstallés au puits no 15 de la fosse no 3 - 15. Le faux-carré est laissé sur place, et doté d'un treuil et de petites molettes afin de permettre l'entretien du puits. La fosse assure ensuite l'aérage de la fosse no 7 - 7 bis jusqu'en 1984, date à laquelle les puits sont remblayés. Le faux-carré du puits no 6 bis et le chevalement du puits no 6 sont détruits cinq ans plus tard.
Au début du XXIe siècle, Charbonnages de France matérialise les têtes des puits nos 6 et 6 bis. De nombreux bâtiments de la fosse ont été conservés, et sont utilisés par des entreprises. Le terril Pinchonvalles est un des terrils les plus connus du bassin minier, et un espace naturel majeur. Les habitations construites par la compagnie ont été rénovées, alors que les Camus-hauts sont détruites dans les années 2000. Le dernier est détruit le 19 février 2011. Le terril n° 75 a été classé le 30 juin 2012 au patrimoine mondial de l'Unesco.

## La fosse

### Fonçage
Les deux puits de la fosse no 6 - 6 bis sont commencés à Angres en 1904, au sud de la concession de la Compagnie des mines de Liévin. Le puits no 6 bis est entrepris à 35 mètres à l'ouest-sud-ouest du puits no 6. L'orifice des puits est situé à l'altitude de 69 mètres. Le terrain houiller est atteint à la profondeur de 139 mètres.

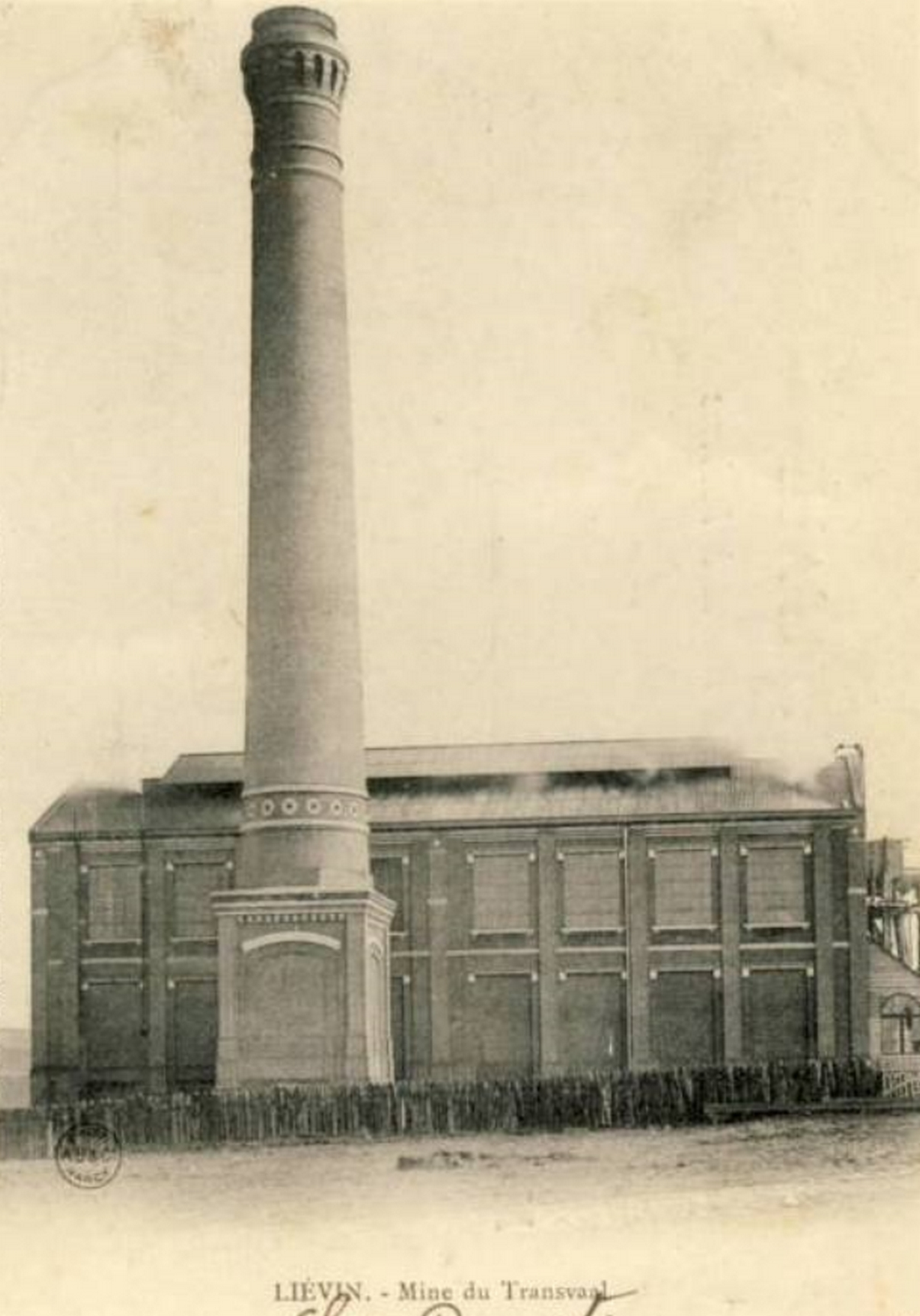
La chaufferie.

Lors du fonçage des puits, les ingénieurs de la compagnie se sont attachés à recueillir les fossiles et indiquant la profondeur exacte d'où ils proviennent. Jules Gosselet a ainsi eu l'occasion d'étudier les échantillons grâce au directeur de la fosse, M. Simon. Les espèces d'un même niveau sont souvent représentées par plusieurs individus, la quantité de fossiles récoltés est assez grande en comparaison de la taille du trou qui est de trente-trois mètres carrés.

### Exploitation
La fosse commence à extraire en 1907. Elle est détruite durant la Première Guerre mondiale.
La Compagnie des mines de Liévin est nationalisée en 1946, et intègre le Groupe de Liévin. En 1952, ce dernier fusionne avec le Groupe de Lens pour former le Groupe de Lens-Liévin. La fosse est destinée à être celle de concentration du Groupe de Liévin. La modernisation des installations commence en 1952. Le puits no 6 bis est doté d'un chevalement à molettes superposées, et d'une machine d'extraction à poulie Koepe d'une puissance de 4 250 chevaux. Le chevalement du puits no 6 est modifié dans une moindre mesure : il est doté d'une poutre de roulement sur son campanile.
La fosse no 6 - 6 bis reprend entre 1955 et 1956 l'extraction de la fosse no 1 - 1 bis - 1 ter, sise à Liévin à 2 322 mètres au nord-nord-est, de la fosse no 5 - 5 bis, sise à 3 206 mètres au nord-nord-ouest, et, partiellement, de la fosse no 3 - 3 bis - 3 ter, sise à Éleu-dit-Leauwette à 3 115 mètres au nord-est. La houille remontée à la fosse no 6 - 6 bis est expédiée vers le lavoir au moyen d'un convoyeur à bandes.
La fosse no 6 - 6 bis cesse d'extraire en 1971. Les réserves dans le sous-sol sont pourtant importantes. Le chevalement et la machine d'extraction du puits no 6 bis sont démontés et réinstallés au puits no 15 de la fosse no 3 - 15 des mines de Courrières de l'Unité de production de Courrières. Le faux-carré est laissé sur place, et doté d'un treuil et de petites molettes afin de permettre l'entretien du puits. La fosse est plus précisément affectée à l'aérage de la fosse no 7 - 7 bis des mines de Liévin, le puits no 6 bis est entrée d'air, alors que le puits no 6, doté de ventilateurs Berry provenant de la fosse no 4 - 4 bis des mines de Liévin, est affecté au retour d'air.
La fosse cesse d'aérer en 1984, les puits nos 6 et 6 bis, respectivement profonds de 833 et 861 mètres, sont remblayés. le faux-carré du puits no 6 bis et le chevalement du puits no 6 sont détruits en 1989.

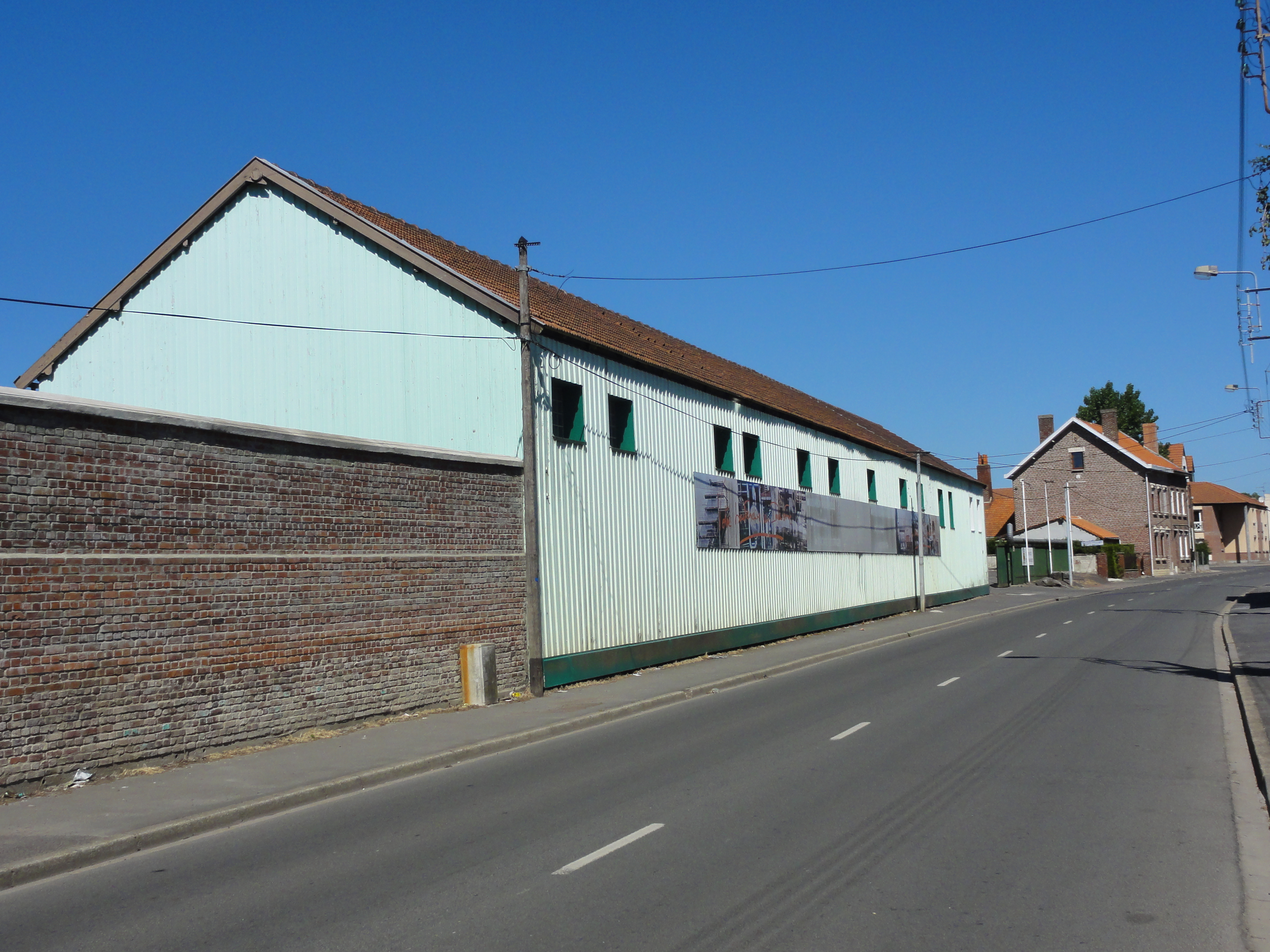
Bâtiment subsistant.
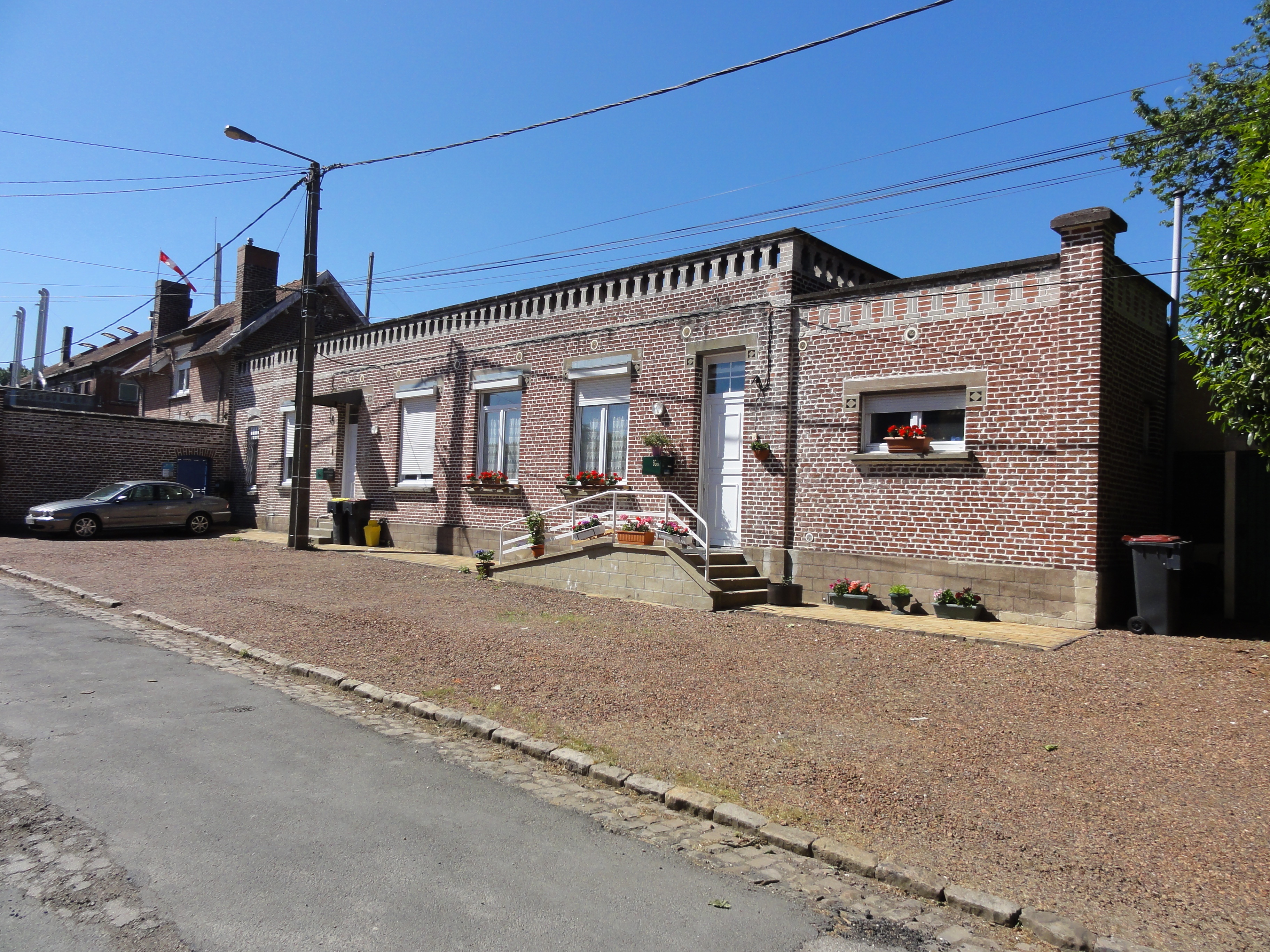
Bâtiment subsistant.
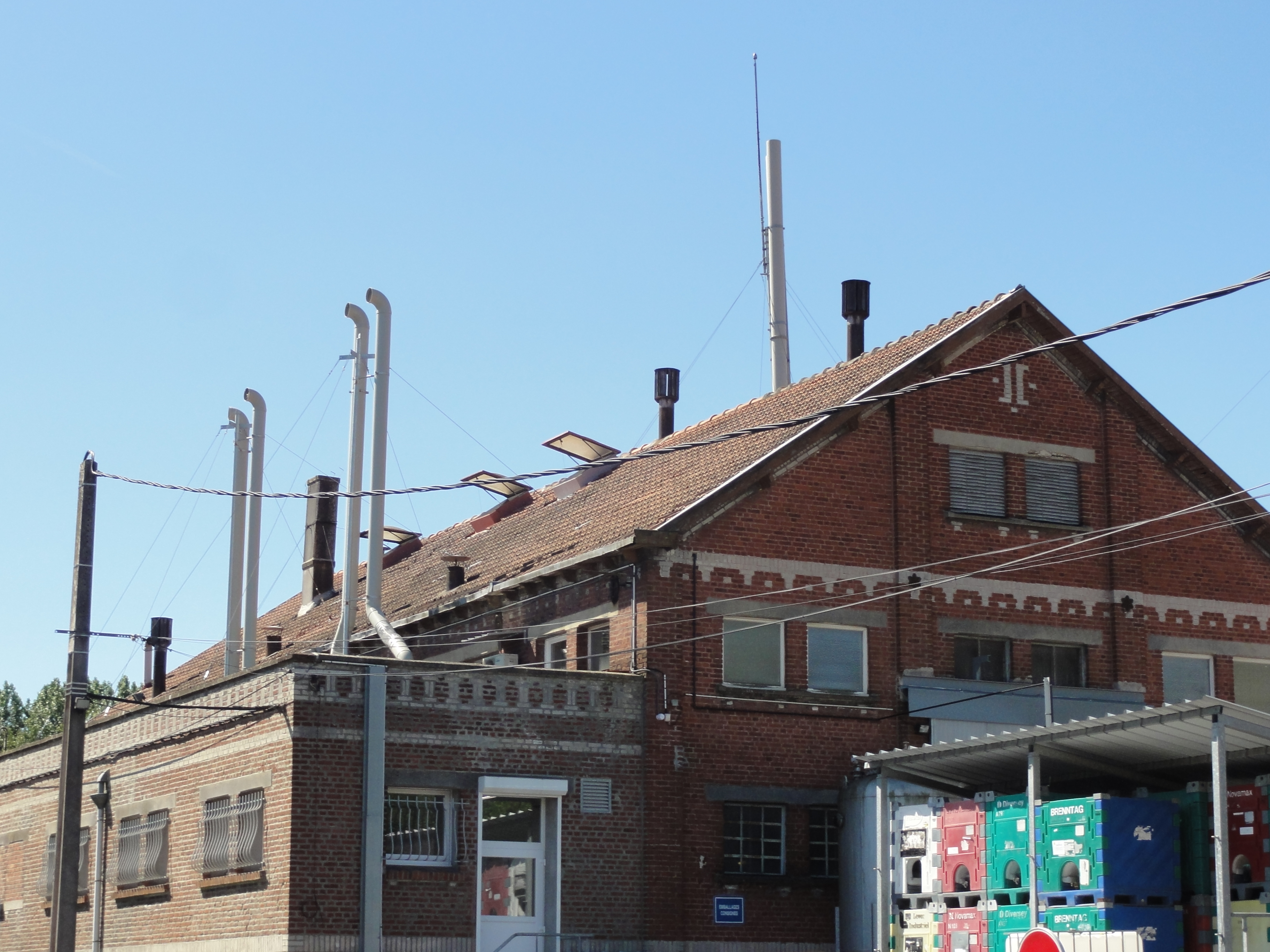
Les bains-douches.
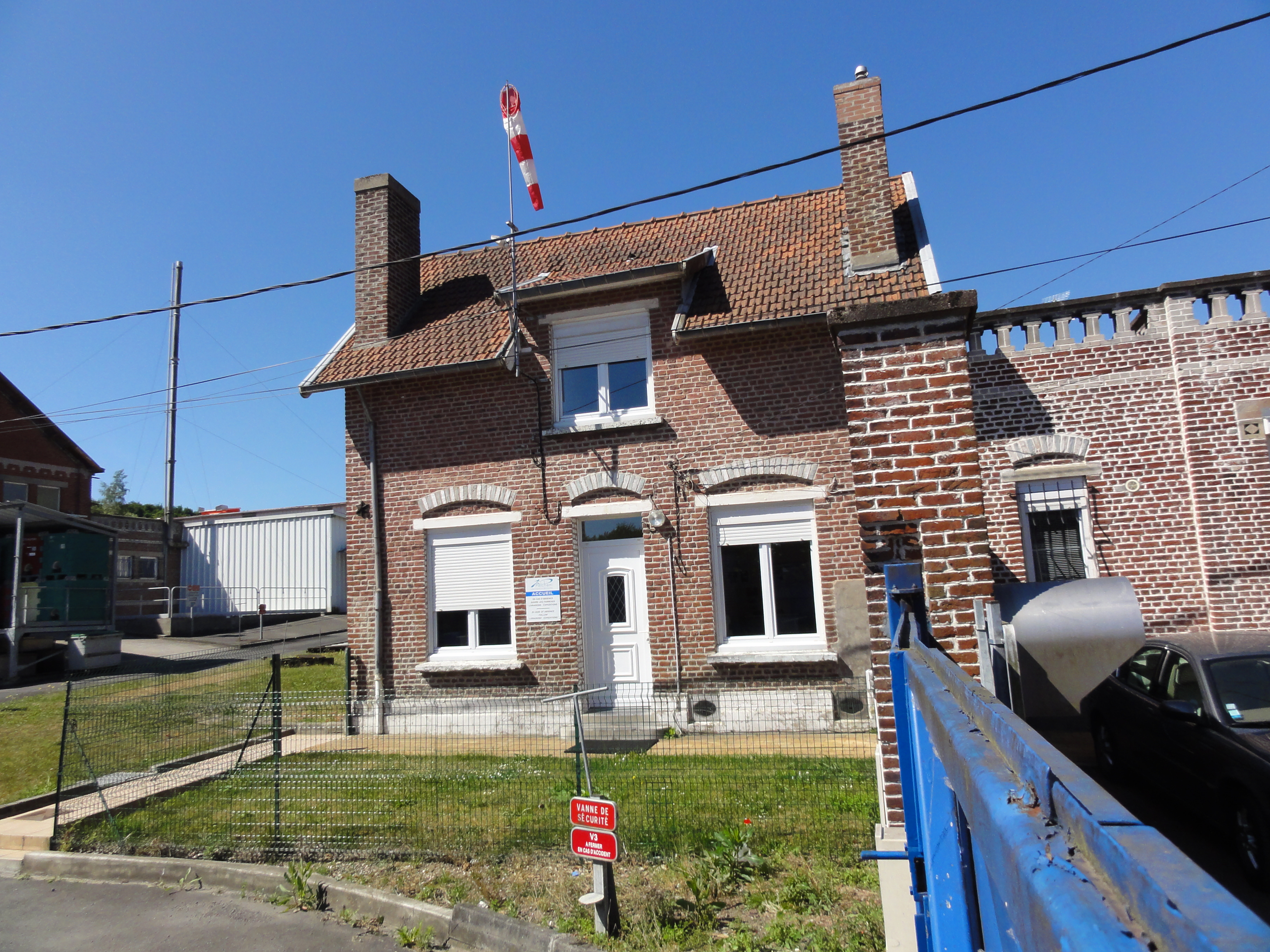
Le logement du gardien.
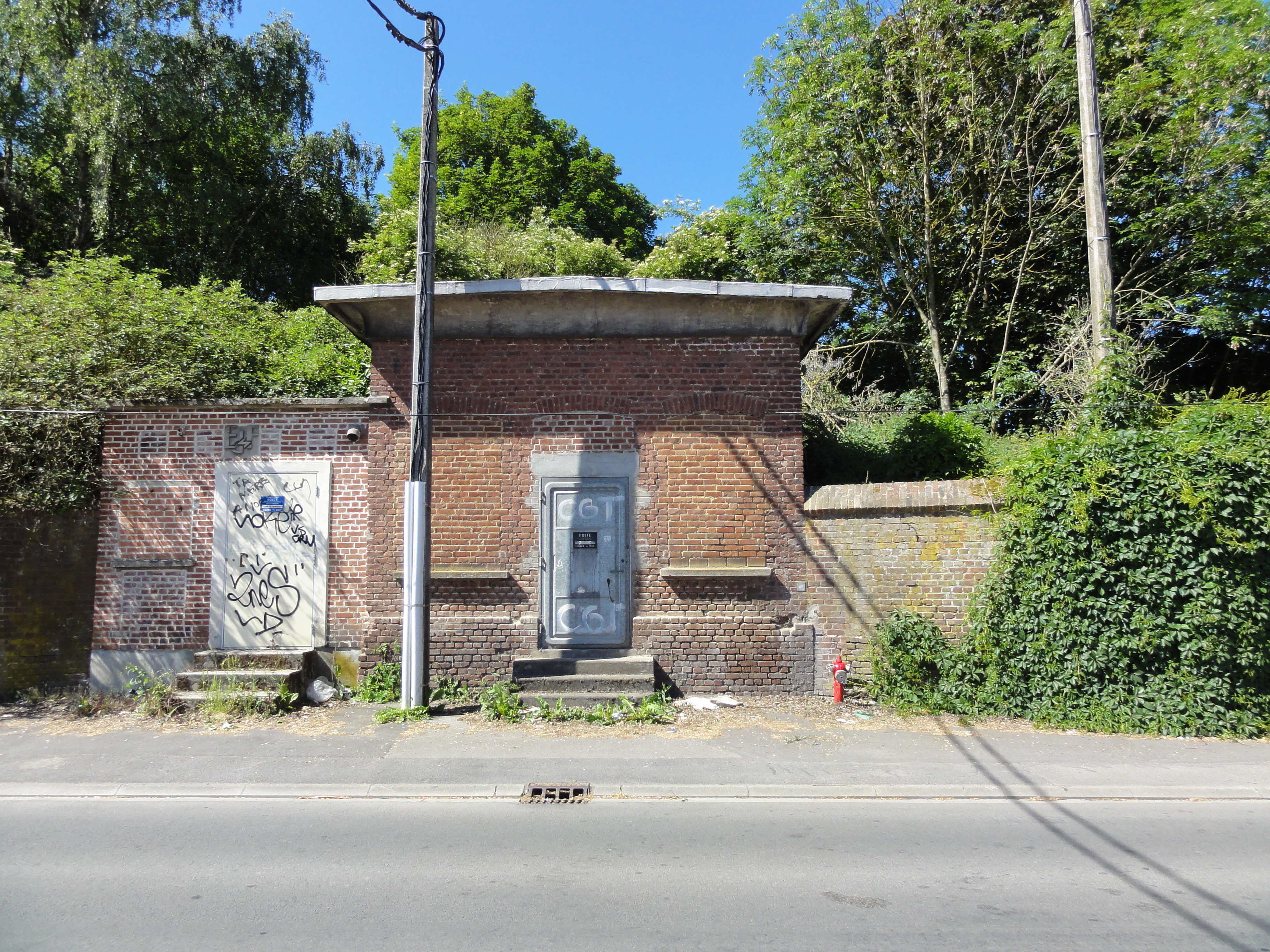
Le transformateur.
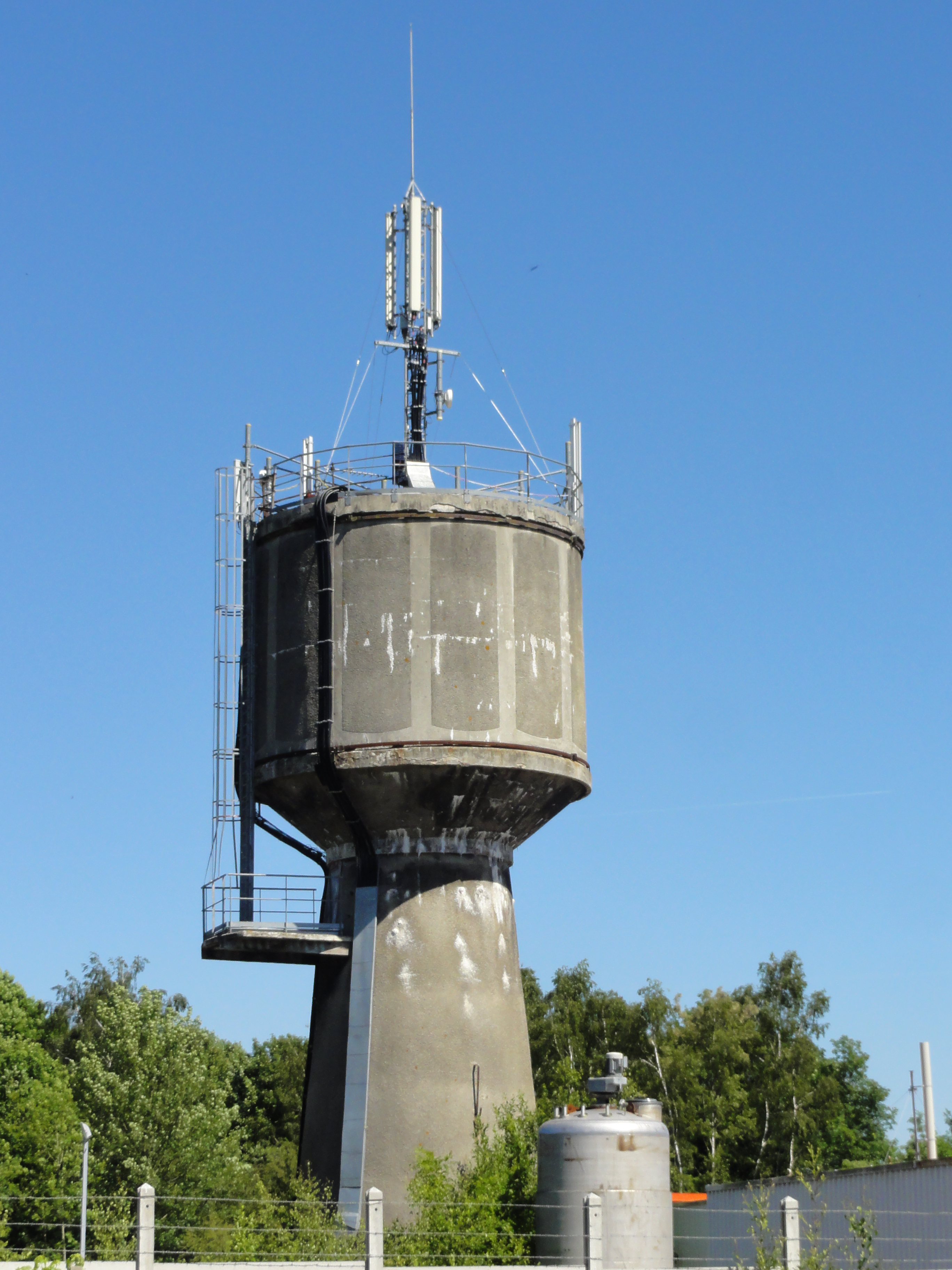
Le château d'eau.

### Reconversion
Au début du XXIe siècle, Charbonnages de France matérialise les têtes des puits nos 6 et 6 bis. Le BRGM y effectue des inspections chaque année. De nombreux bâtiments sont conservés : les bains-douches, les bureaux (en partie), les ateliers, les garages, le poste des transformateurs, l'habitation du concierge, le château d'eau et la salle des gardes.

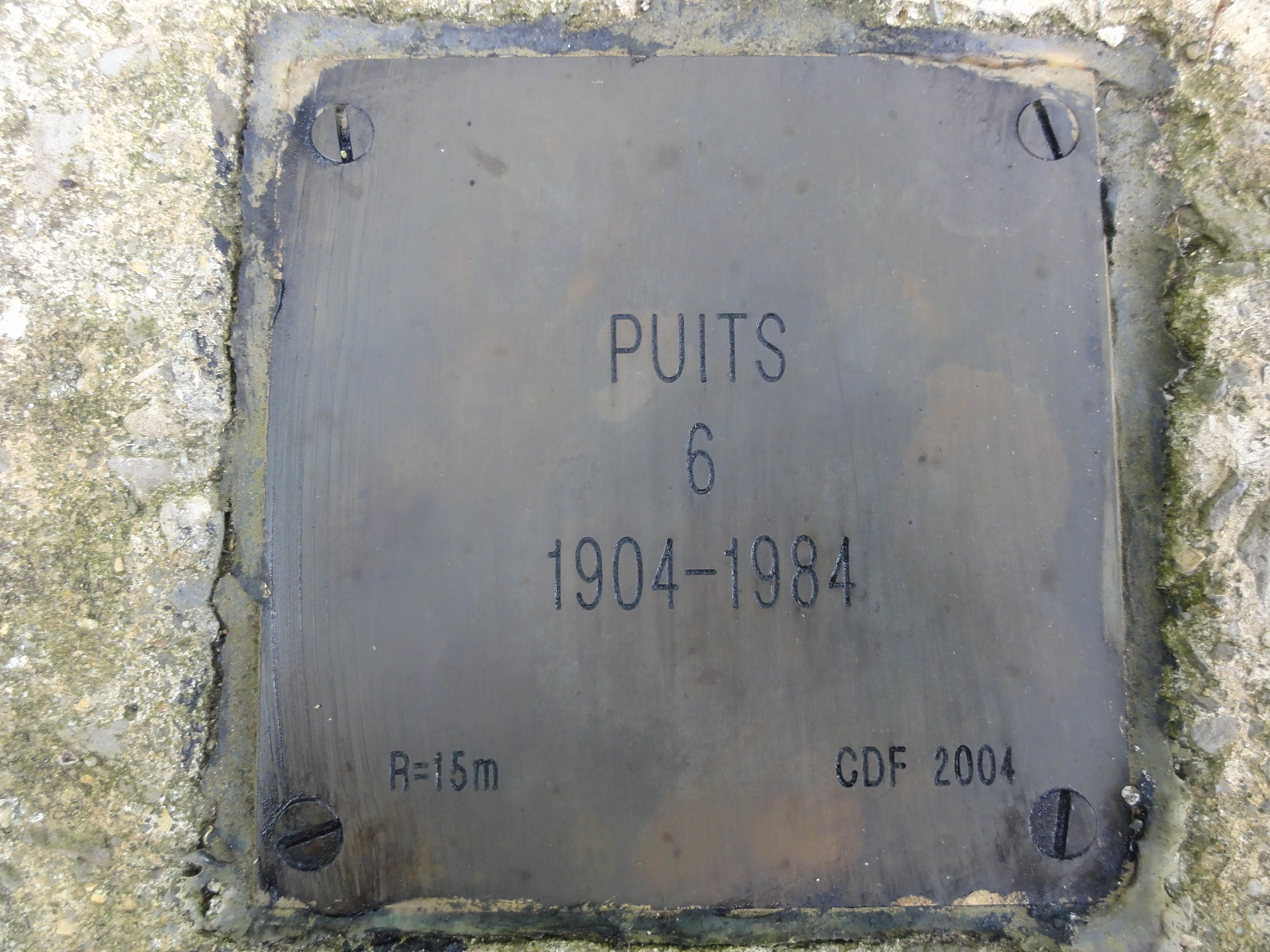
Puits no 6, 1904 - 1984.
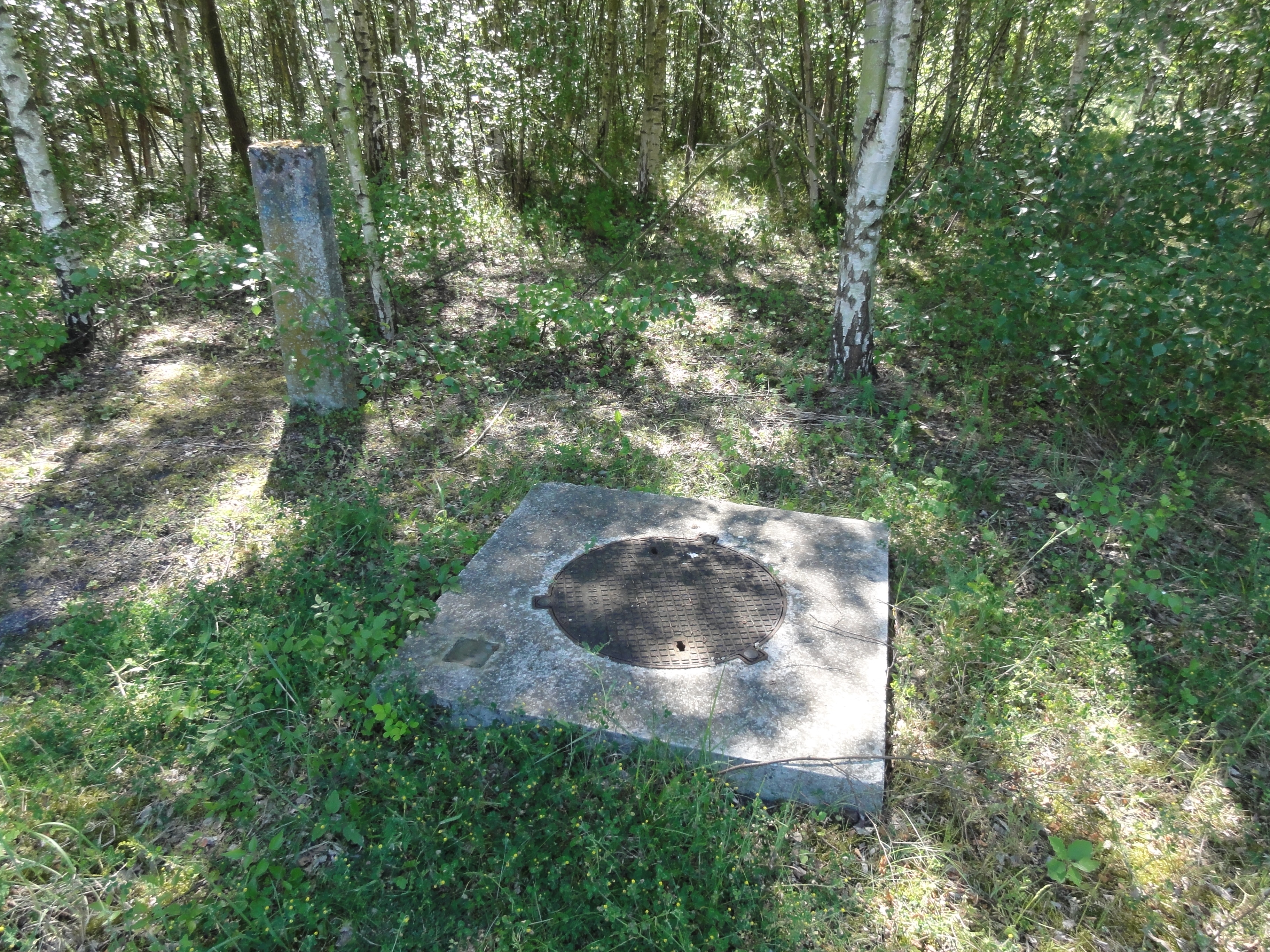
Le puits no 6 dans son environnement.
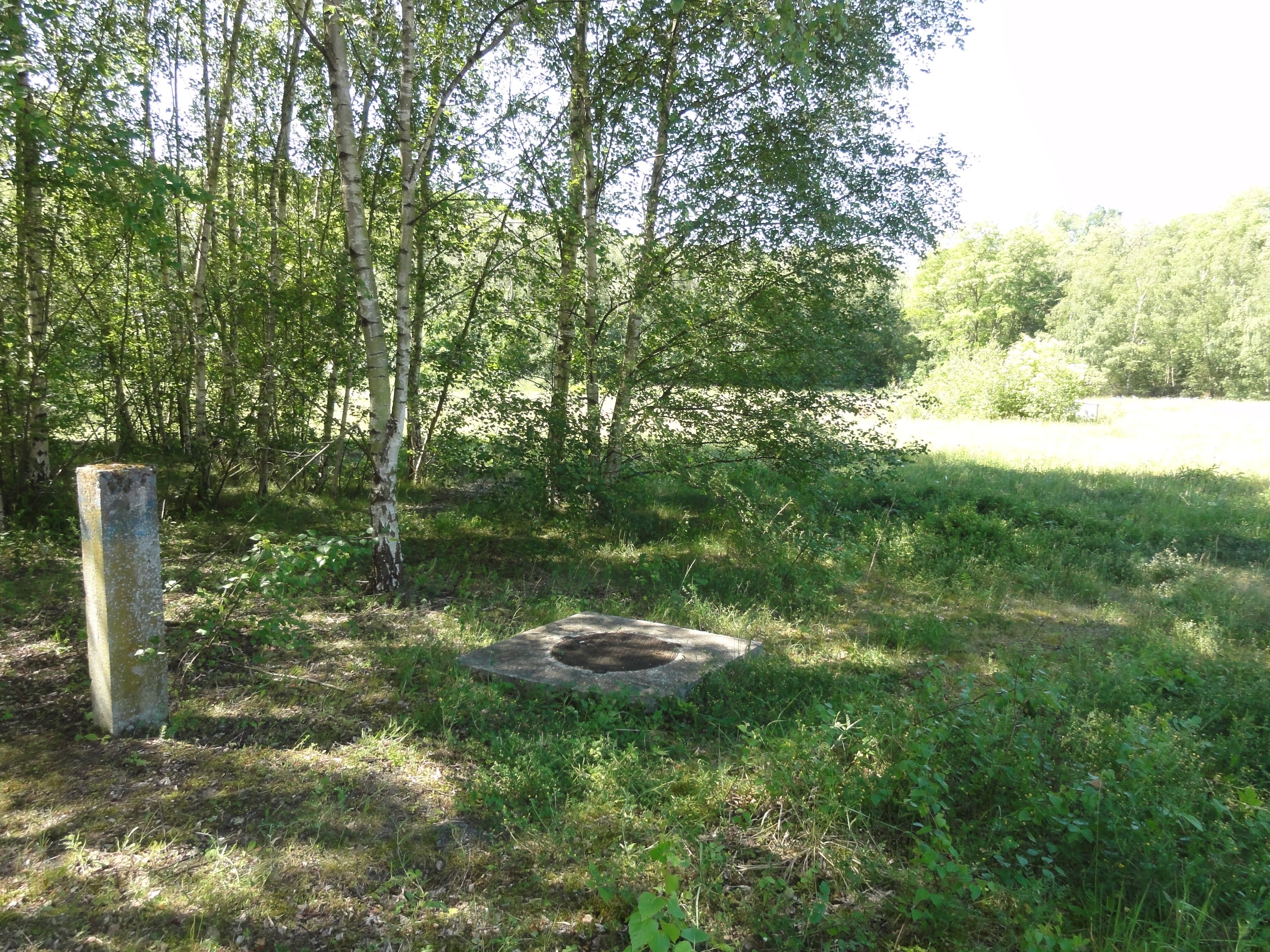
Le puits no 6 dans son environnement.
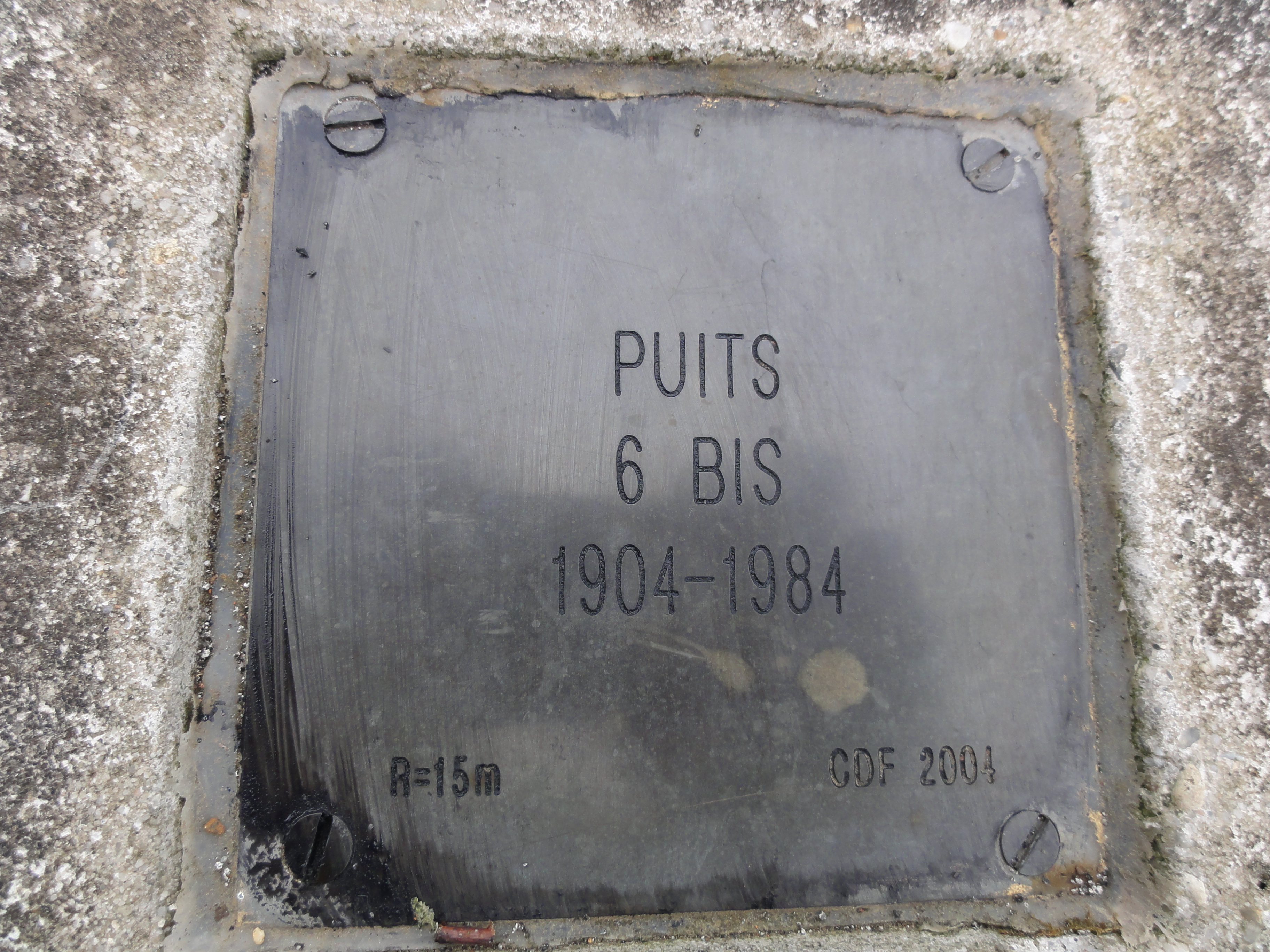
Puits no 6, 1904 - 1984.
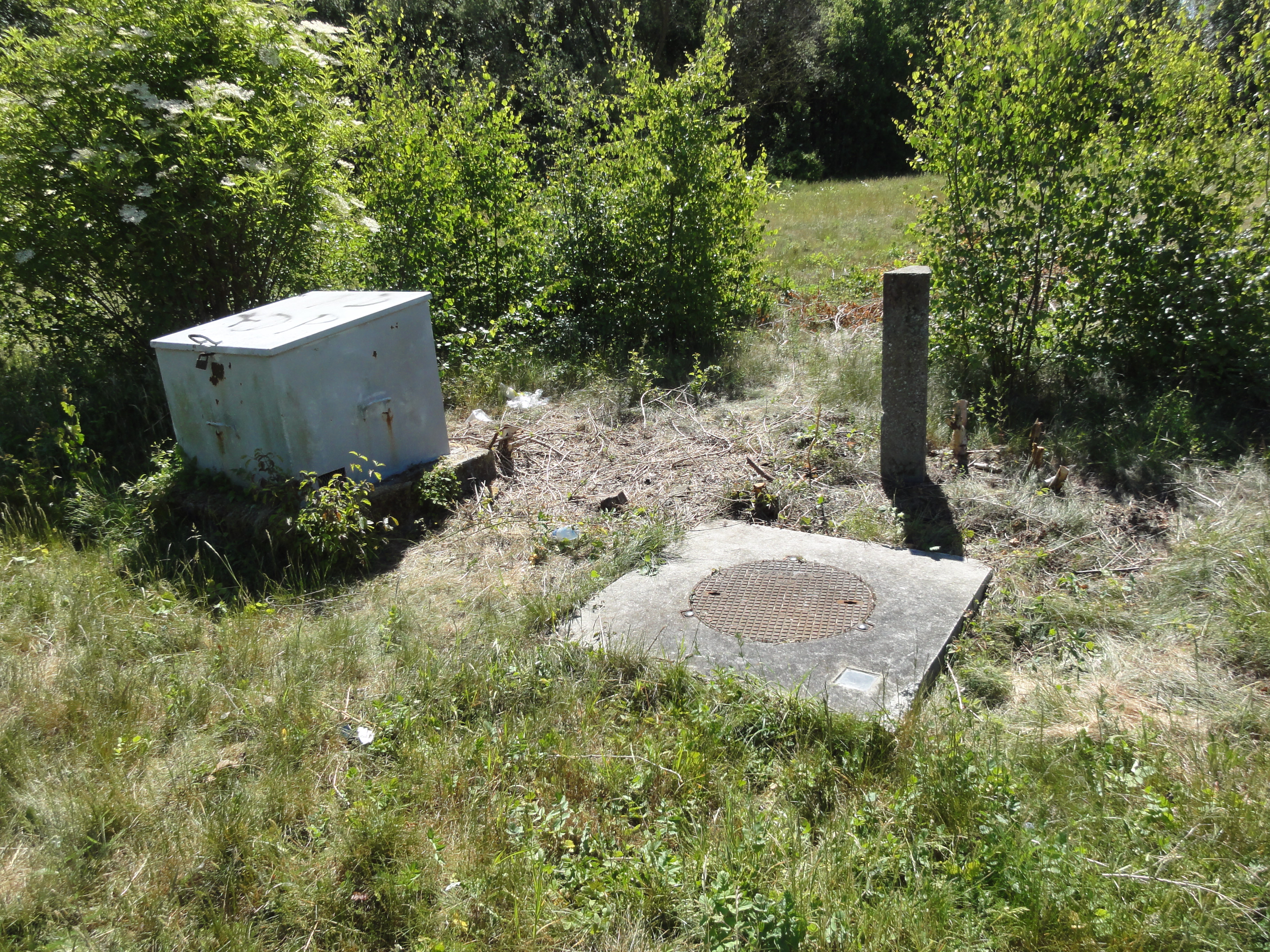
Le puits no 6 bis dans son environnement.
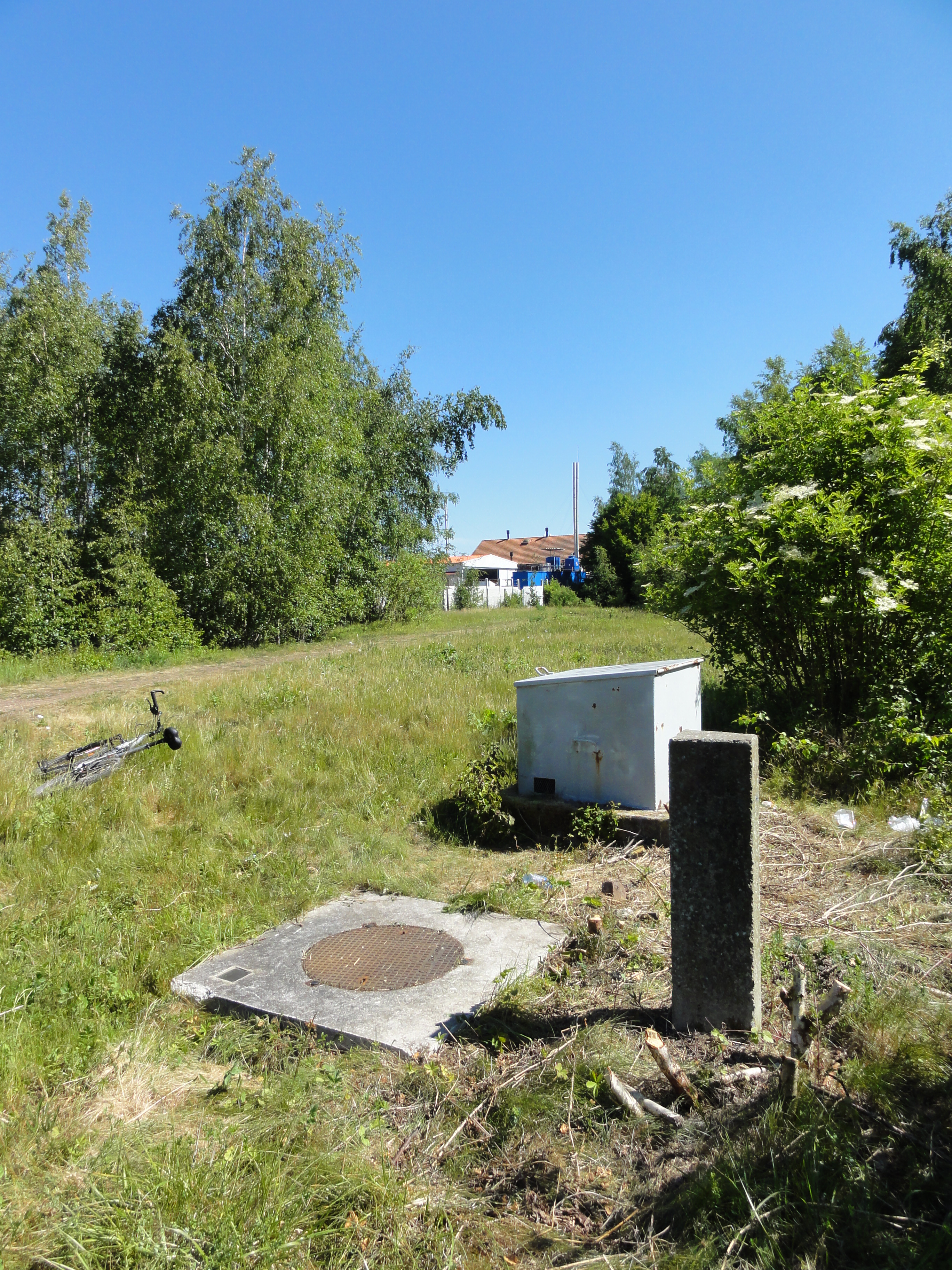
Le puits no 6 bis dans son environnement.

## Le terril

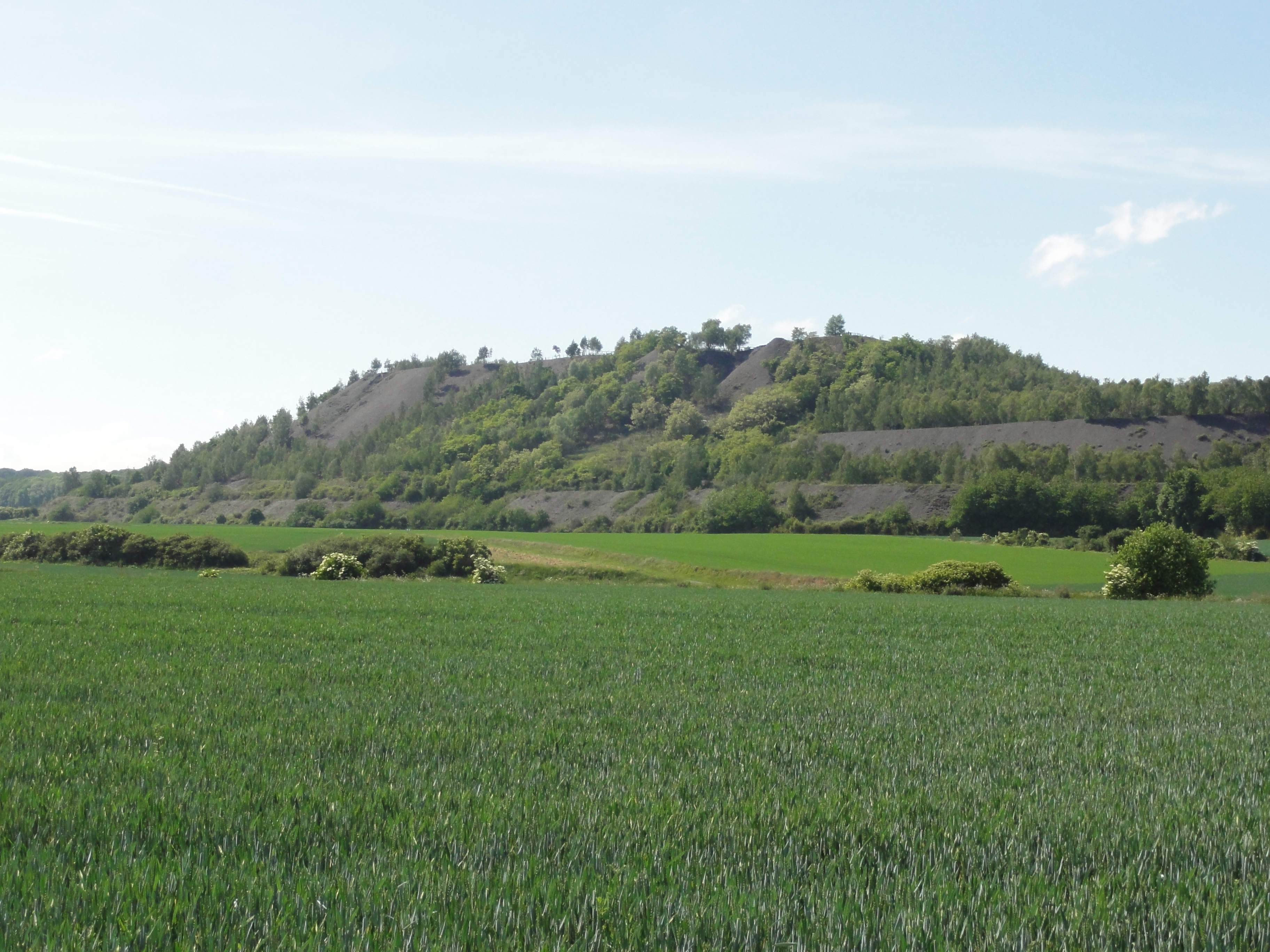
Le terril Pinchonvalles.

50° 24′ 18″ N, 2° 48′ 04″ E
Le terril no 75, Pinchonvalles, situé à Avion, est le terril tabulaire de la fosse no 6 - 6 bis des mines de Liévin. Il s'agit d'un des terrils les plus longs du bassin minier. Il fait partie des 353 éléments répartis sur 109 sites qui ont été classés le 30 juin 2012 au patrimoine mondial de l'Unesco. Il constitue une partie du site no 76.

## Les cités
De vastes cités ont été construites au nord et à l'est de la fosse par la Compagnie de Liévin. Après la Nationalisation, des Camus hauts ont été construits. Ils ont été détruits dans les années 2000, et le dernier l'a été le 19 février 2011,,.

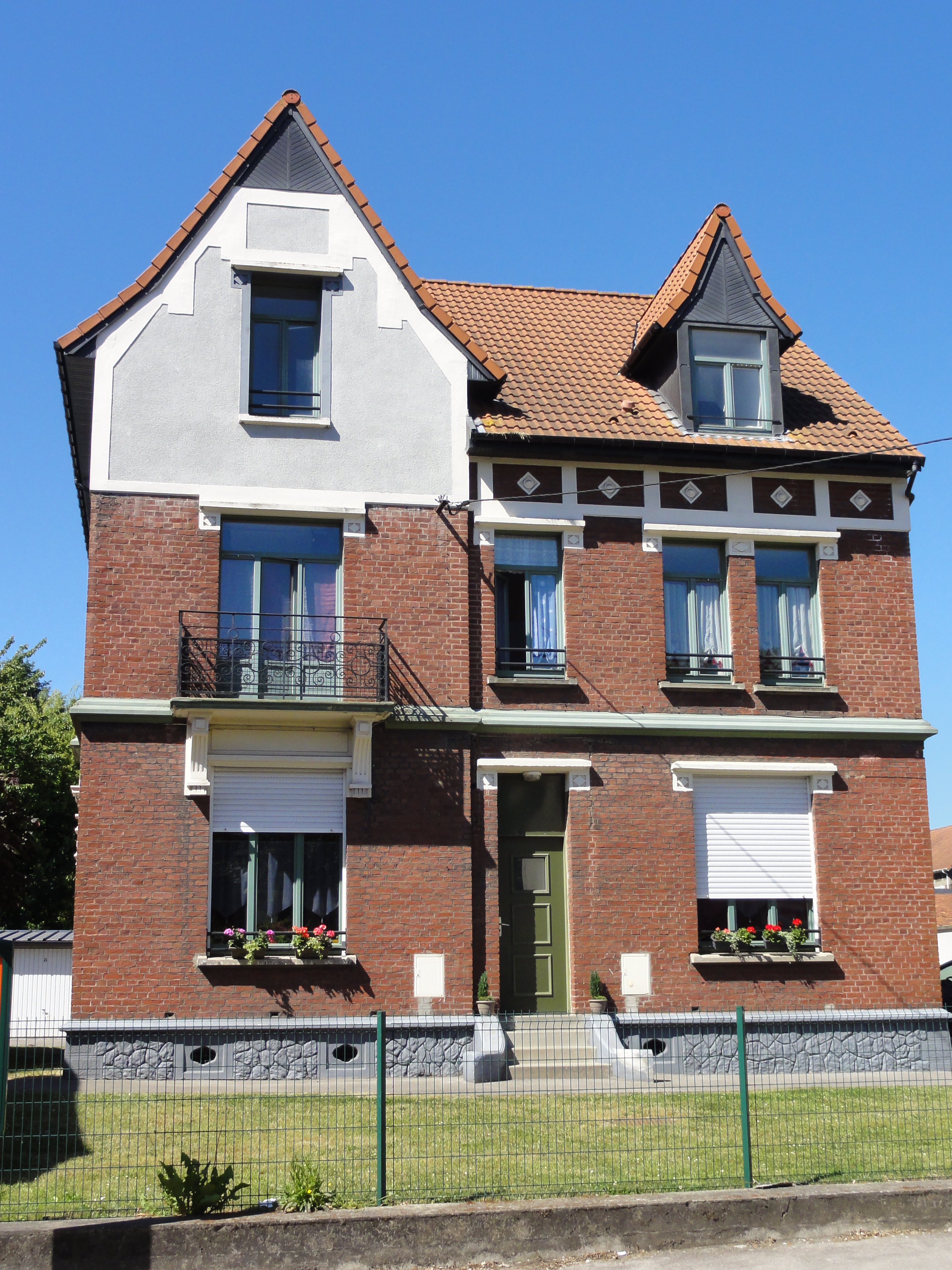
Une habitation d'ingénieur.
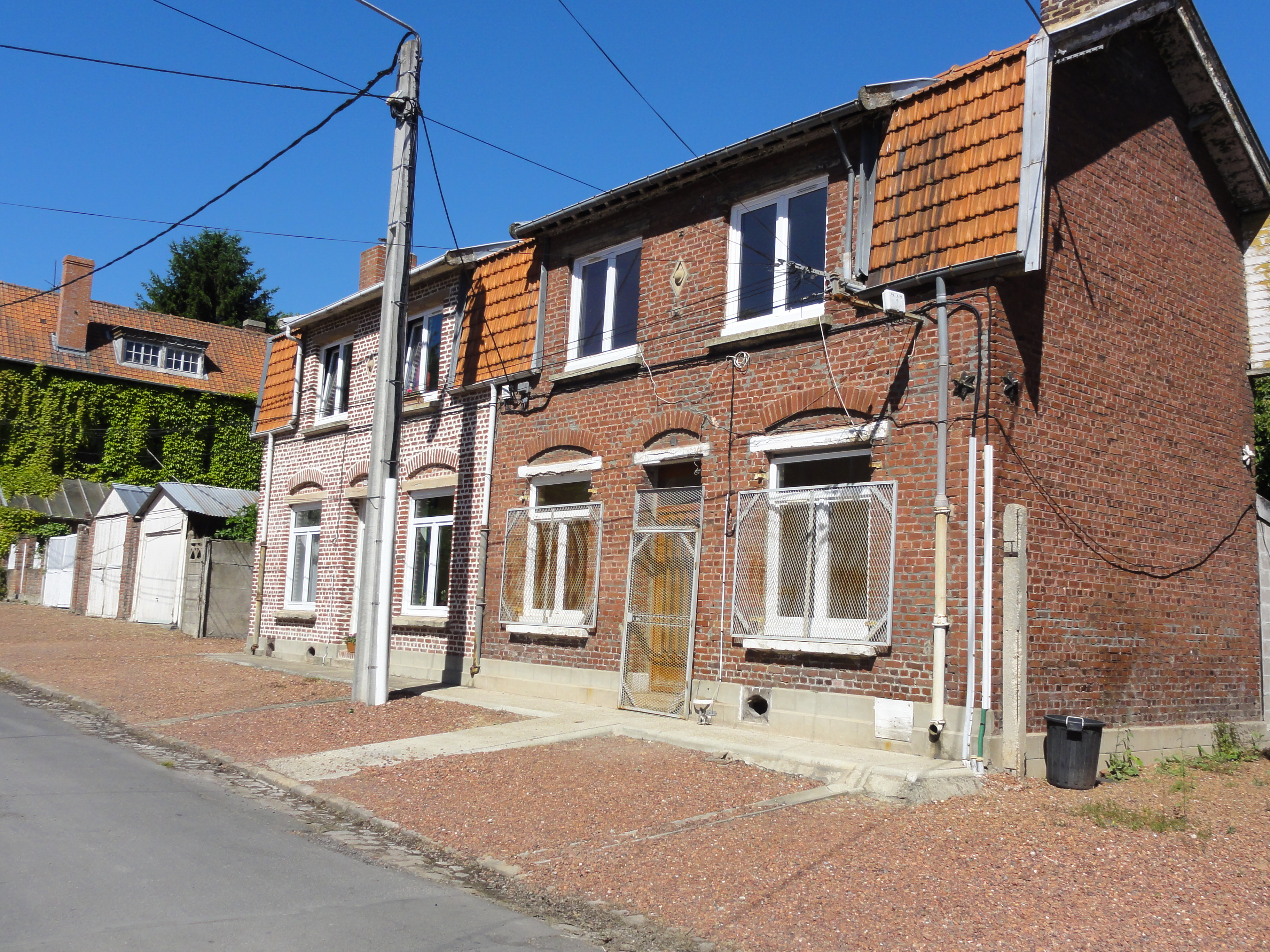
Des habitations groupées par deux.
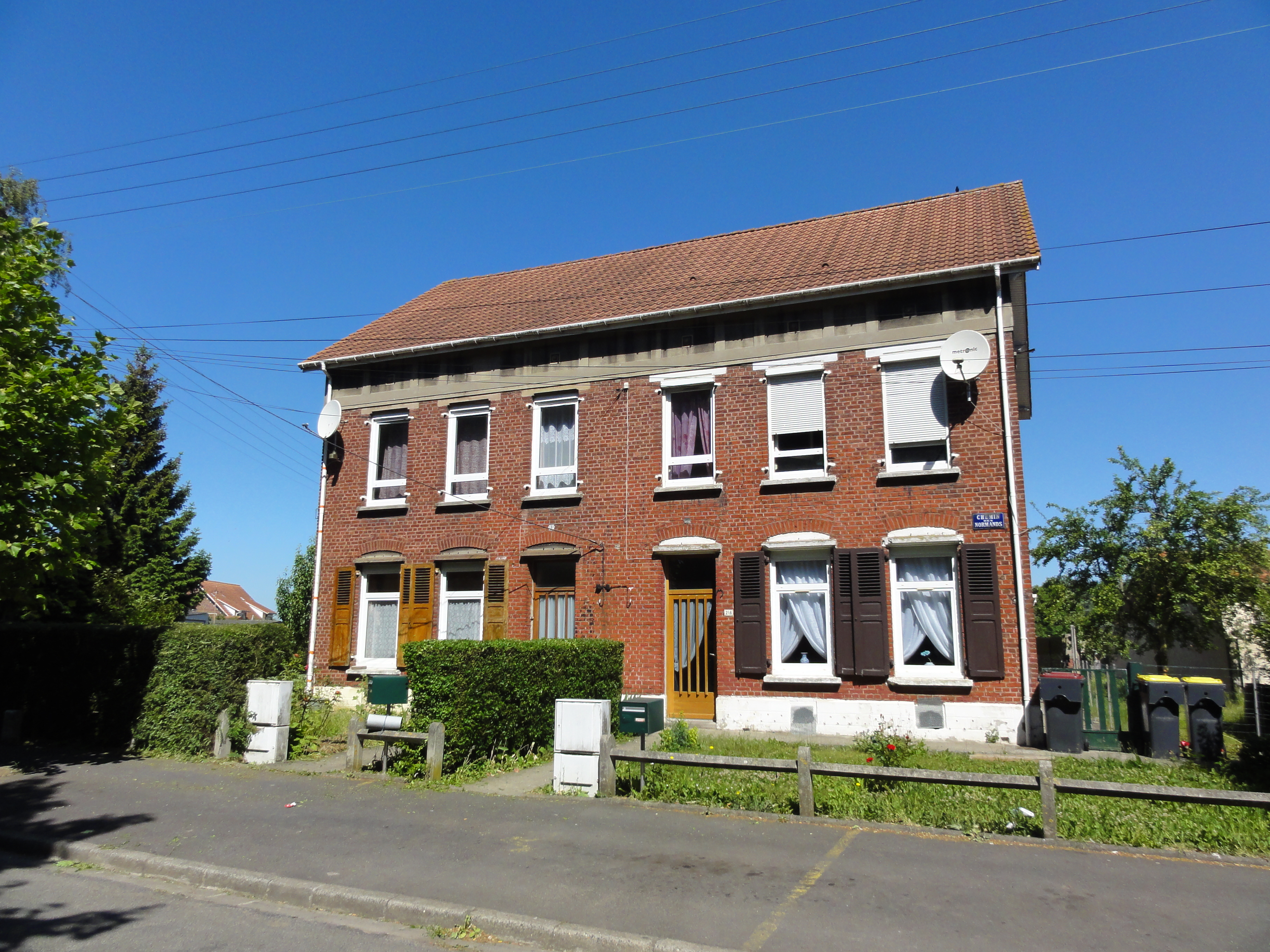
Des habitations groupées par deux.
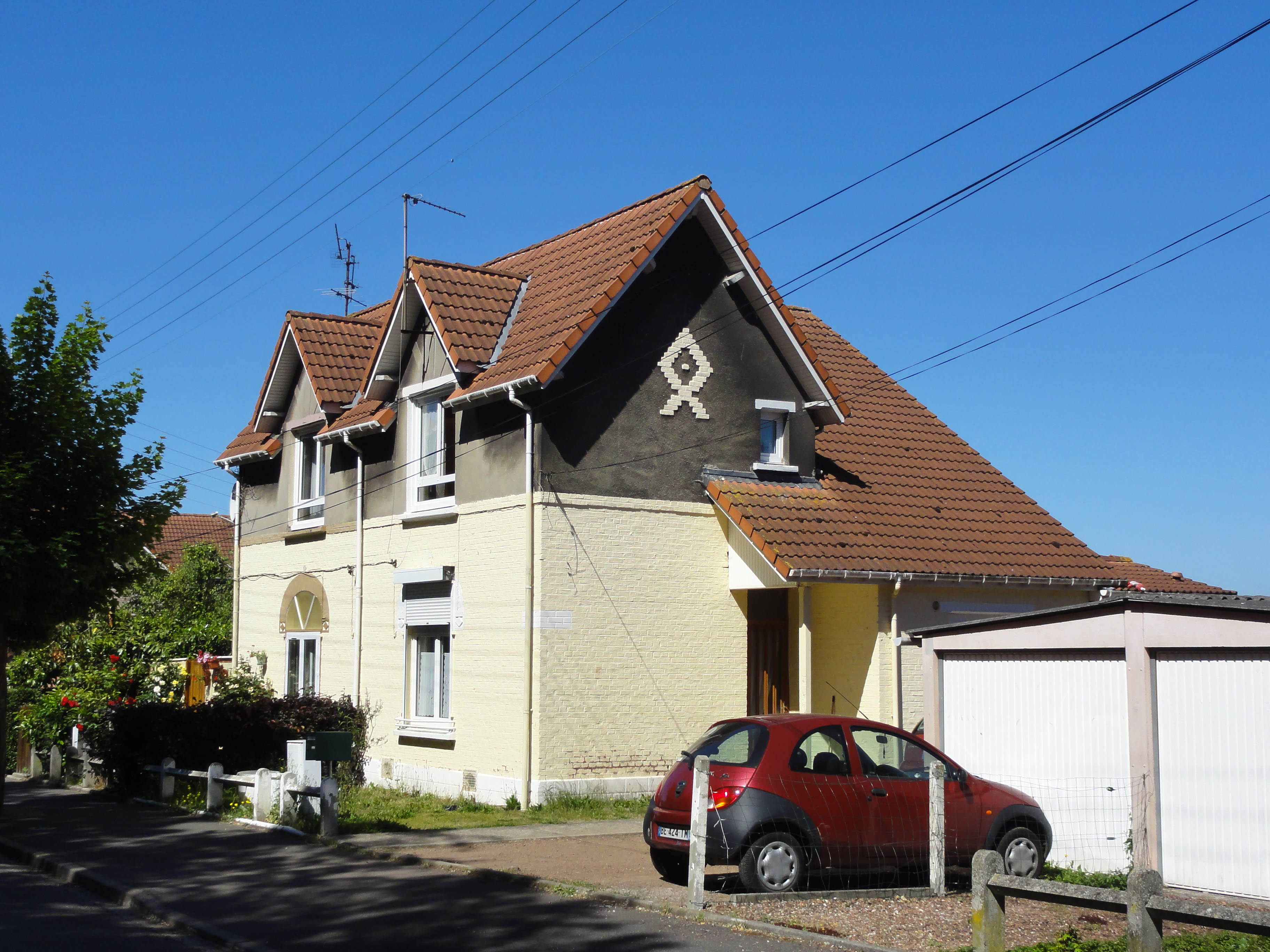
Des habitations groupées par deux.
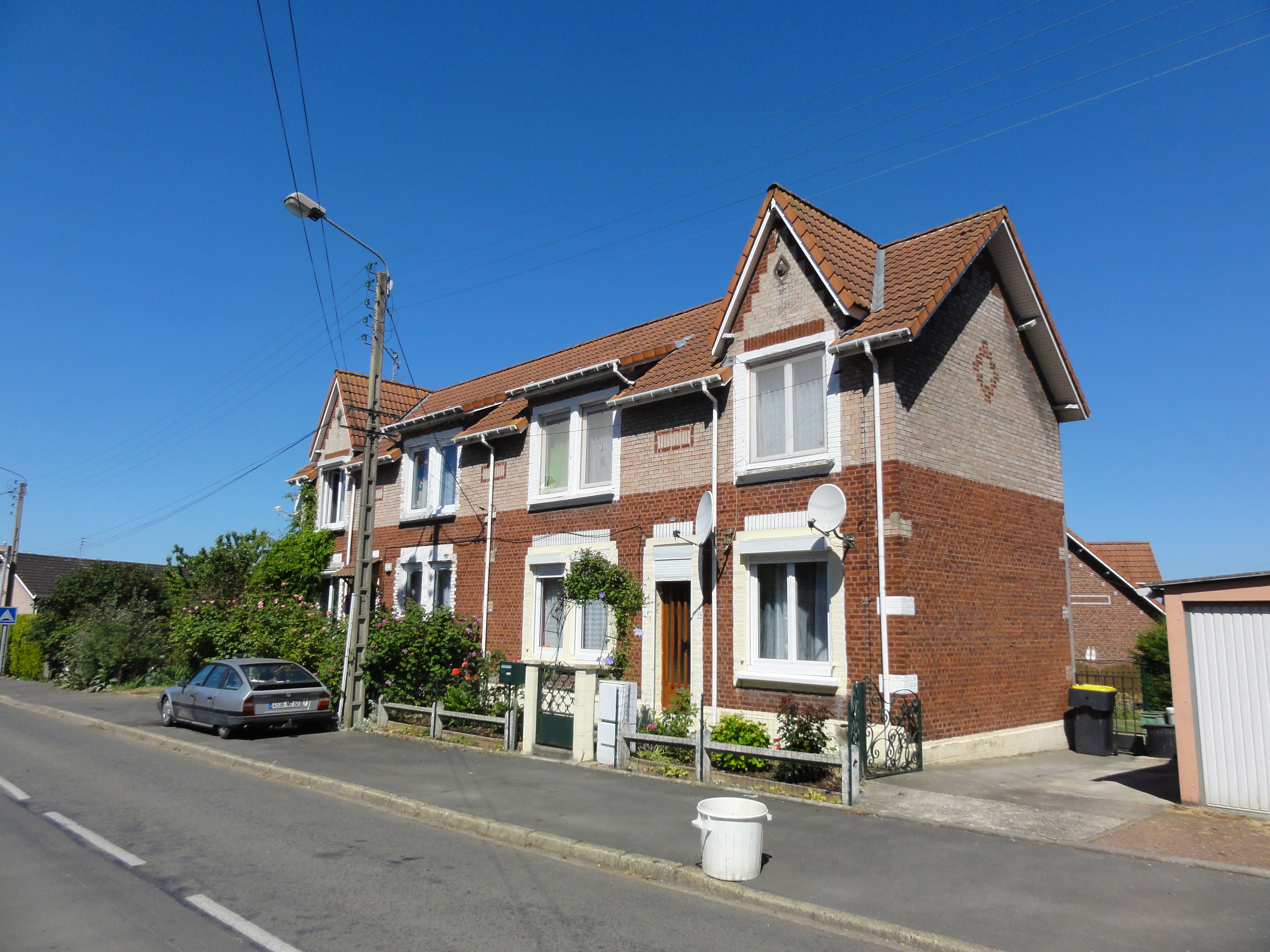
Des habitations groupées par deux.
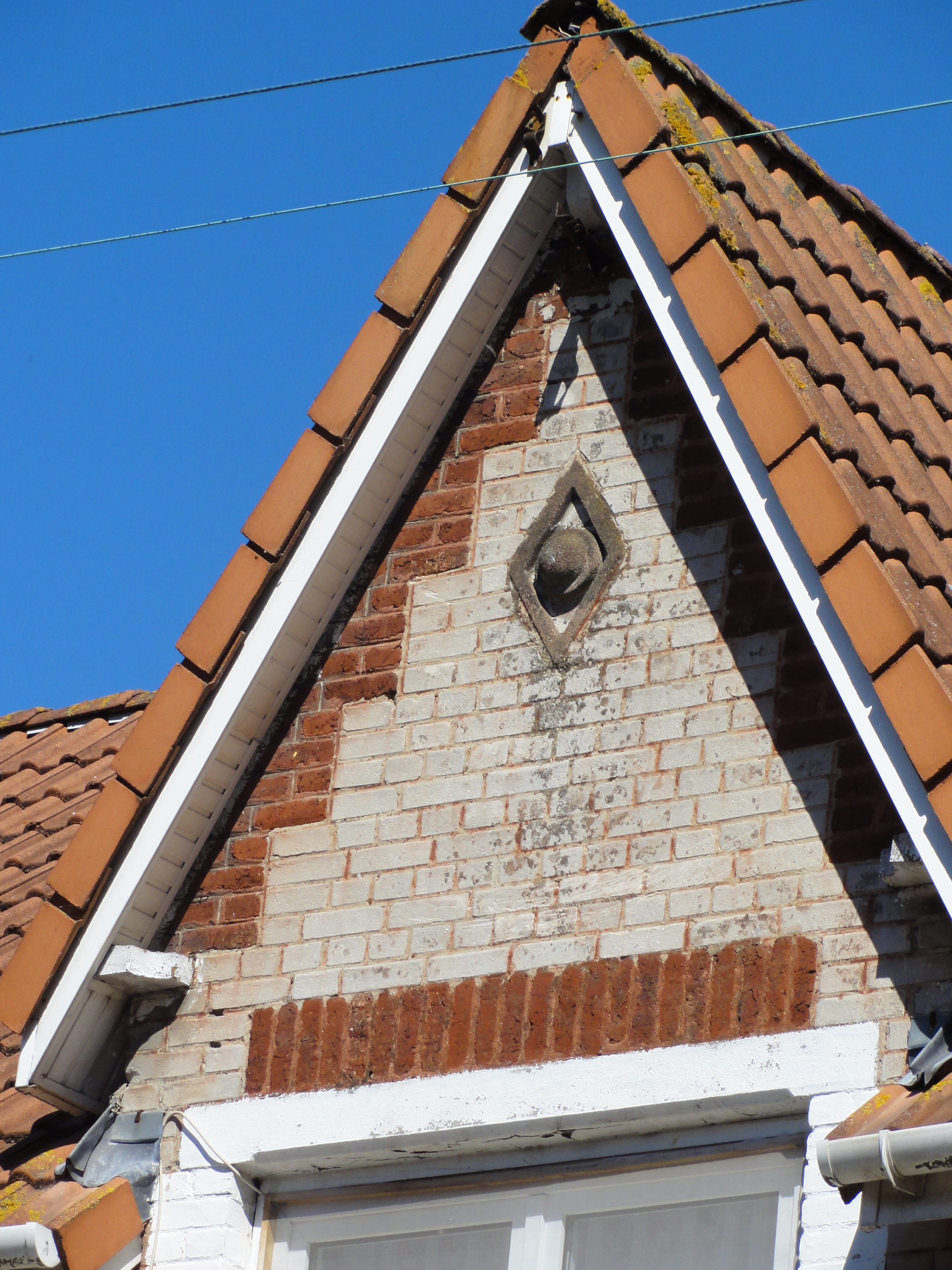
Détail d'un pignon.